# China Southern Airlines

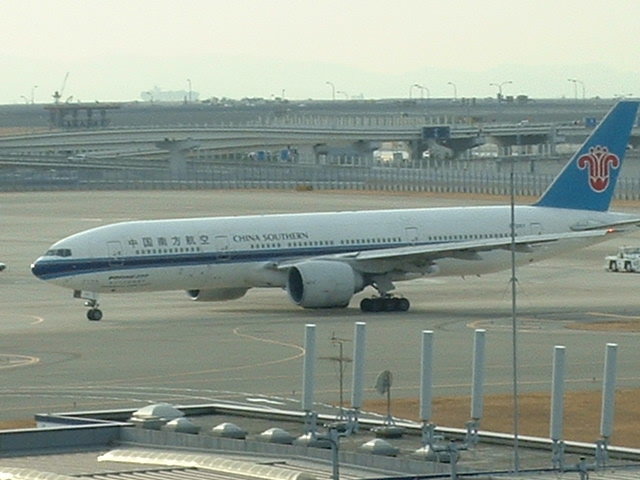
China Southern Airlines Boeing 777

China Southern Airlines (中国南方航空) (China Southern Airlines Company Limited) este cea mai mare companie aeriană din Republica Populară Chineză.
1. ↑  Global LEI index, accesat în 17 septembrie 2024